# Phenacobius catostomus
Phenacobius catostomus és una espècie de peix cipriniforme de la família dels ciprínids.

## Morfologia
Els mascles poden assolir els 12 cm de longitud total.

## Distribució geogràfica
Es troba al sud-est de Tennessee, nord-oest de Geòrgia i Alabama (Estats Units).